# Campionato mondiale di hockey su ghiaccio maschile 2021
Il campionato mondiale di hockey su ghiaccio maschile 2021 si è disputato nella città di Riga, in Lettonia, nel periodo tra il 21 maggio ed il 6 giugno 2021. Il precedente torneo di Svizzera 2020 è stato cancellato a causa della pandemia di COVID-19, e per la stessa ragione nel 2021 non sono stati disputati i tornei di livello inferiore: non erano pertanto previste retrocessioni.
Originariamente il torneo doveva essere ospitato congiuntamente da Lettonia e Bielorussia, ma il 18 gennaio 2021 la IIHF decise di togliere, per motivi di sicurezza legati alla rivoluzione delle ciabatte, l'organizzazione a Minsk, decidendo poi il successivo 2 febbraio di lasciare l'onere alla sola Lettonia.
Il torneo è stato vinto dal Canada, alla ventunesima affermazione.

## Stadi
| Riga (2 stadi) | Riga                    | Riga                        |
| -------------- | ----------------------- | --------------------------- |
| Riga (2 stadi) | Arena Riga              | Olympic Sports Centre       |
| Riga (2 stadi) | 56°58′04.5″N 24°07′17″E | 56°58′04.44″N 24°07′27.48″E |
| Riga (2 stadi) | Capacity: 10,300        | Capacity: 6,200             |
| Riga (2 stadi) |                         |                             |

## Squadre partecipanti
Alla luce della mancata disputa del torneo precedente, le squadre sono le medesime. 
Automaticamente qualificate dall’edizione del 2020
- Canada
- Svizzera
- Rep. Ceca
- Danimarca
- Finlandia
- Germania
- Gran Bretagna
- Italia
- Lettonia
- Norvegia
- ROC1
- Slovacchia
- Svezia
- Stati Uniti
- Bielorussia
- Kazakistan

1A seguito dello scandalo doping, la Russia non può competere con la propria bandiera né utilizzare il proprio inno nazionale in nessun evento olimpico o mondiale. Nelle competizioni IIHF, compete con la bandiera del Comitato Olimpico Russo e la sigla ROC.

## Gruppi
La suddivisione dei gruppi è stata fatta basandosi sul ranking IIHF del 2020, utilizzando il sistema a serpentina.
Gruppo A
- ROC (2)
- Svezia (4)
- Rep. Ceca (5)
- Svizzera (8)
- Slovacchia (9)
- Danimarca (12)
- Bielorussia (13)
- Gran Bretagna (19)

Gruppo B
- Canada (1)
- Finlandia (3)
- Stati Uniti (6)
- Germania (7)
- Lettonia (10)
- Norvegia (11)
- Italia (15)
- Kazakistan (16)

## Arbitri
| Arbitri | Guardalinee |
| --- | --- |
| - Christoph Sternat - Maxim Sidorenko - Oliver Gouin - Antonín Jeřábek - Martin Fraňo - Robin Šír - Mads Frandsen - Lassi Heikkinen - Kristian Vikman - André Schrader - Andris Ansons - Roman Gofman - Yevgeni Romasko - Peter Staňo - Tobias Björk - Mikael Nord - Michael Tscherrig - Andrew Bruggeman | - Elias Seewald - Dmitri Golyak - Dustin McCrank - Daniel Hynek - Jiří Ondráček - Andreas Krøyer - Lauri Nikulainen - Hannu Sormunen - Nicolas Constantineau - Jonas Merten - Dāvis Zunde - Gleb Lazarev - Nikita Shalagin - Šimon Synek - Ludvig Lundgren - Emil Yletyinen - David Obwegeser - Brian Oliver |

## Gironi

### Gruppo A
| Pos | Squadra       | G | V | VS | PS | P | GF | GS | DG  | Pt | Qualificazione o retrocessione  |
| --- | ------------- | - | - | -- | -- | - | -- | -- | --- | -- | ------------------------------- |
| 1   | ROC           | 7 | 5 | 1  | 0  | 1 | 28 | 10 | +18 | 17 | Quarti di finale                |
| 2   | Svizzera      | 7 | 5 | 0  | 0  | 2 | 27 | 17 | +10 | 15 | Quarti di finale                |
| 3   | Rep. Ceca     | 7 | 3 | 2  | 0  | 2 | 27 | 18 | +9  | 13 | Quarti di finale                |
| 4   | Slovacchia    | 7 | 4 | 0  | 0  | 3 | 17 | 22 | −5  | 12 | Quarti di finale                |
| 5   | Svezia        | 7 | 3 | 0  | 1  | 3 | 21 | 14 | +7  | 10 |                                 |
| 6   | Danimarca     | 7 | 2 | 1  | 1  | 3 | 13 | 15 | −2  | 9  |                                 |
| 7   | Gran Bretagna | 7 | 1 | 0  | 1  | 5 | 13 | 31 | −18 | 4  |                                 |
| 8   | Bielorussia   | 7 | 1 | 0  | 1  | 5 | 10 | 29 | −19 | 4  | Non sono previste retrocessioni |

### Gruppo B
| Pos | Squadra      | G | V | VS | PS | P | GF | GS | DG  | Pt | Qualificazione o retrocessione  |
| --- | ------------ | - | - | -- | -- | - | -- | -- | --- | -- | ------------------------------- |
| 1   | Stati Uniti  | 7 | 6 | 0  | 0  | 1 | 21 | 8  | +13 | 18 | Quarti di finale                |
| 2   | Finlandia    | 7 | 4 | 2  | 1  | 0 | 19 | 10 | +9  | 17 | Quarti di finale                |
| 3   | Germania     | 7 | 4 | 0  | 0  | 3 | 22 | 14 | +8  | 12 | Quarti di finale                |
| 4   | Canada       | 7 | 3 | 0  | 1  | 3 | 19 | 18 | +1  | 10 | Quarti di finale                |
| 5   | Kazakistan   | 7 | 2 | 2  | 0  | 3 | 22 | 18 | +4  | 10 |                                 |
| 6   | Lettonia (H) | 7 | 2 | 0  | 3  | 2 | 15 | 16 | −1  | 9  |                                 |
| 7   | Norvegia     | 7 | 2 | 1  | 0  | 4 | 17 | 21 | −4  | 8  |                                 |
| 8   | Italia       | 7 | 0 | 0  | 0  | 7 | 11 | 41 | −30 | 0  | Non sono previste retrocessioni |

## Play-off
|  | Quarti di finale | Quarti di finale |               |          | Semifinali                | Semifinali                |  |  | Finale        | Finale |
|  |                  |                  |               |          |                           |                           |  |  |               |        |
|  | 3 giugno 2021    |                  |               |          |                           |                           |  |  |               |        |
|  |                  |                  |               |          |                           |                           |  |  |               |        |
|  | ROC              | 1                |               |          |                           |                           |  |  |               |        |
|  | ROC              | 1                | 5 giugno 2021 |          |                           |                           |  |  |               |        |
|  | Canada           | 2†               |               |          |                           |                           |  |  |               |        |
|  | Canada           | 2†               | Canada        | 4        |                           |                           |  |  |               |        |
|  | 3 giugno 2021    |                  | Canada        | 4        |                           |                           |  |  |               |        |
|  |                  | Stati Uniti      | 2             |          |                           |                           |  |  |               |        |
|  | Stati Uniti      | Stati Uniti      | 2             | 6        |                           |                           |  |  |               |        |
|  | Stati Uniti      |                  | 6 giugno 2021 | 6        |                           |                           |  |  |               |        |
|  | Slovacchia       | 1                |               |          |                           |                           |  |  |               |        |
|  | Slovacchia       | 1                | Canada        | 3†       |                           |                           |  |  |               |        |
|  | 3 giugno 2021    |                  | Canada        | 3†       |                           |                           |  |  |               |        |
|  |                  | Finlandia        | 2             |          |                           |                           |  |  |               |        |
|  | Finlandia        | Finlandia        | 2             | 1        |                           |                           |  |  |               |        |
|  | Finlandia        | 5 giugno 2021    |               | 1        |                           |                           |  |  |               |        |
|  | Rep. Ceca        | 0                |               |          |                           |                           |  |  |               |        |
|  | Rep. Ceca        | 0                | Finlandia     | 2        | Finale per il terzo posto | Finale per il terzo posto |  |  |               |        |
|  | 3 giugno 2021    |                  | Finlandia     | 2        | Finale per il terzo posto | Finale per il terzo posto |  |  |               |        |
|  |                  | Germania         | 1             |          |                           |                           |  |  |               |        |
|  | Svizzera         | Germania         | 1             | 2        | Stati Uniti               | 6                         |  |  |               |        |
|  | Svizzera         |                  |               | 2        | Stati Uniti               | 6                         |  |  |               |        |
|  | Germania         | 3‡               |               | Germania | 1                         |                           |  |  |               |        |
|  | Germania         | 3‡               |               |          | 1                         |                           |  |  |               |        |
|  |                  |                  |               |          |                           |                           |  |  | 6 giugno 2021 |        |
|  |                  |                  |               |          |                           |                           |  |  |               |        |

†= partita terminata ai tempi supplementari; ‡= partita terminata ai tiri di rigore

### Finale
| Arbitri: | Martin Frano Yevgeni Romasko |

|                                                                            |           | |
| M. Ruohomaa (O. Kaski) 8:57 P. Lindbohm (K. Nousiainen, M. Ruohomaa) 45:27 | Marcatori | 24:30 M. Comtois (C. Brown, S. Walker) 52:37 A. Henrique (M. Comtois, C. Brown) 66:26 N. Paul (C. Brown) |

## Classifica finale
| Pos | Squadra     |
| --- | ----------- |
| 1   | Canada      |
| 2   | Finlandia   |
| 3   | Stati Uniti |
| 4   | Germania    |
| 5   | ROC         |
| 6   | Svizzera    |
| 7   | Rep. Ceca   |
| 8   | Slovacchia  |
| 9   | Svezia      |
| 10  | Kazakistan  |
| 11  | Lettonia    |
| 12  | Danimarca   |
| 13  | Norvegia    |
| 14  | Regno Unito |
| 15  | Bielorussia |
| 16  | Italia      |

| Campioni del mondo di hockey su ghiaccio 2021 |
| Canada 21º titolo                             |

Il piazzamento finale è stabilito dai seguenti criteri:
- Posizioni dal 1º al 4º posto: i risultati della finale e della finale per il 3º posto
- Posizioni dal 5º all'8º posto (squadre perdenti ai quarti di finale): il piazzamento nei gironi preliminari; in caso di ulteriore parità, la differenza reti nei gironi preliminari.
- Posizioni dal 9º al 14º posto (squadre non qualificate per la fase ad eliminazione diretta): il piazzamento nei gironi preliminari; in caso di ulteriore parità, la differenza reti nei gironi preliminari.
- Posizioni dal 15º al 16º posto: ultime due classificate nei gironi preliminari.

| Promosse nel Gruppo A:         | A causa della pandemia di COVID-19 non è stato disputato il mondiale di Prima Divisione e pertanto non sono previste retrocessioni e promozioni |
| Retrocesse in Prima Divisione: | A causa della pandemia di COVID-19 non è stato disputato il mondiale di Prima Divisione e pertanto non sono previste retrocessioni e promozioni |